# Grosser Speikkogel
Grosser Speikkogel är en bergstopp i Österrike.   Den ligger i distriktet Wolfsberg och förbundslandet Kärnten, i den östra delen av landet, 190 km sydväst om huvudstaden Wien. Toppen på Grosser Speikkogel är 2 140 meter över havet. Grosser Speikkogel är den högsta punkten i bergskedjan Koralpe.
Terrängen runt Grosser Speikkogel är kuperad österut, men västerut är den bergig. Närmaste större samhälle är Wolfsberg, 11,4 km nordväst om Grosser Speikkogel. 
I omgivningarna runt Grosser Speikkogel växer i huvudsak blandskog. Runt Grosser Speikkogel är det ganska tätbefolkat, med 70 invånare per kvadratkilometer.